# Kiss Me, Kate

《Kiss Me, Kate》는 동명의 뮤지컬의 곡을 담은 음반이다. 이 음반은 미국의 가수인 조 스태퍼드와 고든 맥레이가 녹음하였다. 1949년 1월 1일 컬럼비아 레코드를 통하여 발매되었다. 새터데이 리뷰에서는 레코드 리뷰 칼럼에서 이 음반이 원래 뮤지컬 출연자들이 녹음한 것이 아닌 음반에서는 가장 좋은 음반이라고 평하였다.
| 전문가 평가 | 전문가 평가 |
| 평가 점수   | 평가 점수   |
| 출처        | 점수        |
| ----------- | ----------- |
| Allmusic    | [ 4 ]       |

## 트랙 리스트
모든 곡은 콜 포터가 썼다.
1. "Wunderbar" – 2:48
2. "Too Darn Hot"
3. "Were Thine That Special Face"
4. "I Hate Men"
5. "Always True to You in My Fashion"
6. "Bianca"
7. "So in Love"
8. "Why Can't You Behave?"